# Photis conchicola
Photis conchicola är en kräftdjursart som beskrevs av Alderman 1936. Photis conchicola ingår i släktet Photis och familjen Isaeidae. Inga underarter finns listade i Catalogue of Life.